# Santa Maria de Montgai
Santa Maria de Montgai és una església situada a Montgai, al municipi de Viacamp i Lliterà, a la Franja de Ponent.